# Dominik Lanius
Dominik Lanius (* 28. März 1997 in Köln) ist ein deutscher Fußballspieler, der bei Hansa Rostock unter Vertrag steht.

## Werdegang
Lanius begann in der Jugend von SSV Vingst 05 und SV Deutz 05, bevor er sich der Jugend von FC Viktoria Köln anschloss. Aus dieser wechselte er zur Saison 2016/17 zur ersten Mannschaft in die Regionalliga West. Nach Ablauf seines Vertrages wechselte er zur Saison 2018/19 in die dritte Liga zum SC Preußen Münster, wo er am 25. August 2018 im Auswärtsspiel gegen den VfL Osnabrück sein Debüt im Profifußball gab.
Sein ursprünglich bis 2020 gültiger Vertrag bei den Münsteranern wurde im Mai 2019 vorzeitig zum Saisonende aufgelöst und der Verteidiger kehrte zu seinem alten Verein Viktoria Köln zurück, der zur Saison 2019/20 in die 3. Liga aufgestiegen war. In der Winterpause 2020/21 wechselte Lanius auf die andere Rheinseite zum Regionalligisten SC Fortuna Köln.
Im Juli 2024 schloss er sich dem Zweitliga-Absteiger Hansa Rostock an. Verletzungsbedingt kam er bislang noch zu keinen Einsatz für die 1. Herrenmannschaft der Ostseestädter.
Anfang Mai 2025 trat er erstmals für die in der fünftklassigen Oberliga Nordost spielberechtigten U23 der Rostocker in Erscheinung.